# Marinilabiliaceae
Die Marinilabiliaceae sind eine Familie von Bakterien. Die Typusgattung ist Marinilabilia. Der Name leitet sich von dem lateinischen Adjektiv „marinus“ (meeres-) und dem lateinischen Adjektiv „labilis“ (gleitend) ab, es handelt sich um einen Meeresorganismus, der sich durch Gleiten fortbewegt.

## Erscheinungsbild
Es handelt sich um gerade, recht dünne Stäbchen. Viele Arten sind auf festem Untergrund durch Gleiten (gliding motility) beweglich. Eine Ausnahme stellt z. B. die Gattung Anaerophaga dar, sie zeigt kein Wachstum auf festen Medien.
Der Gram-Test ist negativ.
Es sind streng anaerobe Arten vorhanden, das heißt, diese Arten können nur unter vollständigen Ausschluss von Sauerstoff  leben. Andere sind fakultativ anaerob, sie tolerieren Sauerstoff. Einige Arten kommen in einer Umgebung mit hohem pH-Wert vor, sie sind alkaliphil. Hierzu zählen zum Beispiel Natronoflexus pectinivorans und Alkaliflexus imshenetskii. Der optimale pH-Wert für Alkaliflexus liegt bei ungefähr 8,5. Wachstum erfolgt bei pH-Werten von 7,5 bis 10,2. Der GC-Gehalt von Marinilabilia salmonicolor liegt bei 37–41 mol %, von Anaerophaga thermohalophila bei 41,8 und Alkaliflexus bei 44.

## Wachstum und Stoffwechsel
Der Stoffwechsel ist chemo-organotroph. Einige sind fermentativ, andere nutzen die Atmung für die Energiegewinnung. Die Art  Marinilabilia salmonicolor kann beide Stoffwechselwege, die Gärung und die Atmung nutzen. Produkte der Gärung von einigen Arten sind u. a. Acetat und Succinat. Einige benötigen Natriumchlorid (NaCl) für das Wachstum.

## Vorkommen
Einige Arten wurden vom Meeresschlamm isoliert, z. B. Marinilabilia salmonicolor. Die halophile Art Alkaliflexus imshenetskii kommt im Schlamm eines Sodasees vor. Auch Natronoflexus pectinivorans wurde innerhalb von Sedimenten eines Sodasees gefunden.

## Systematik
Die Familie der Marinilabiliaceae wird zu der Ordnung Bacteroidales in der Abteilung der Bacteroidetes gestellt. Es folgt eine Liste mit einigen Gattungen:
- Alkaliflexus Zhilina et al. 2005
- Alkalitalea Zhao and Chen 2012
- Anaerophaga Denger et al. 2002
- Carboxylicivirga Yang et al. 2014
- Geofilum Miyazaki et al. 2012
- Mangroviflexus Zhao et al. 2012
- Marinilabilia Nakagawa and Yamasato 1996
- Natronoflexus Sorokin et al. 2012
- Saccharicrinis Yang et al. 2014
- Thermophagus Gao et al. 2013

Die früher hier geführte Gattung Labilibacter ist nun ein Synonym für die im Jahr 2014 von Yang et al. beschriebene Gattung Saccharicrinis.